# Vladislav Petrov
Vladislav Alexandrovitch Petrov (Владислав Александрович Петров), né le 26 janvier 1958 à Moscou, est un géologue russe, spécialiste dans le domaine de la géologie des gisements de minerais et membre-correspondant de l'Académie des sciences de Russie depuis 2011.

## Biographie
Il termine en 1975 l'école secondaire n° 310 de Moscou, puis effectue son service militaire en 1976-1978. Il est diplômé en 1984 de la faculté de géologie de l'Institut de prospection géologique Sergo Ordjonikidzé de Moscou. Ensuite, il effectue sa carrière jusqu'à aujourd'hui à l'Institut de géologie des gisements de minerais, de pétrographie, de minéralogie et de géochimie. Il y passe d'ingénieur à directeur de recherche, directeur adjoint de l'institut des travaux scientifiques (à partir de 2009) et directeur de l'Institut (depuis 2018).
En 1994, il soutient sa thèse de doctorat de 3e cycle, sur le sujet : Régularités de localisation et contrôle structural et pétrophysique de la minéralisation uranifère dans l'épaisseur des roches sédimentaires-volcanogènes du gisement de Dornot (Mongolie orientale). En 2006, il défend sa thèse de doctorat d'État intitulée Conditions tectonodynamiques pour l'isolement des déchets radioactifs dans les roches cristallines.
Il est élu en 2011 membre-correspondant de l'Académie des sciences de Russie. Il est nommé le 24 septembre 2018 directeur de l'Institut de géologie des gisements de minerais, de pétrographie, de minéralogie et de géochimie.

## Activité scientifique
Il est spécialiste dans le domaine de la géologie des gisements de minerais. Il s'intéresse à la géodynamique des processus de formation de minerai et des systèmes fluides-magmatiques minéralisés des zones activées de la croûte terrestre. Il a travaillé dans la sphère de la relation spatio-temporelle entre les champs de contraintes, les mouvements tectoniques, les mécanismes de déformation et l'anisotropie des propriétés pétrophysiques des roches pour les gisements minéraux solides, ce qui permet de déterminer les voies et les conditions de migration des solutions minéralisées dans le milieu fissuré-poreux des massifs cristallins.
Il développe de nouvelles méthodes pour étudier et visualiser les propriétés élastiques et de filtration des roches.
Activité scientifique et organisationnelle:
- membre du comité de rédaction de la revue Géologie des gisements;
- membre du conseil académique de l'Institut de géologie des gisements de minerais, de pétrographie, de minéralogie et de géochimie, membre des conseils de thèse pour l'acceptation des thèses de doctorat et de master à l'IGM et à l'université de prospection géologique Sergo Ordjonikidzé;
- membre du conseil scientifique et technique thématique n° 3 de la Société d'État Rosatom « Matières premières base de l'énergie nucléaire »;
- membre du conseil d'expertise en innovation auprès du président d'Alrosa;
- membre du comité exécutif de la Société géologique russe.

Il enseigne au Collège supérieur de gestion de l'environnement de l'Institut de chimie et des problèmes de développement durable de l'université de technologie chimique Dmitri-Mendeleïev de Moscou.
Auteur et co-auteur de plus de 360 articles scientifiques, dont plus de 70 articles dans des revues et publications russes et étrangères à comité de lecture, co-auteur de six monographies.

## Monographies
- (en) Petrophysical Properties of Crystalline Rocks. London: Geological Society of London, 2005. 351 p.
- (ru) Isolement des matières nucléaires usées : fondamentaux géologiques et géochimiques, Moscou, éd. de l'Institut de géologie des gisements de minerais, de pétrographie, de minéralogie et de géochimie, 2008. 254 p.
- (ru) Analyse structurale et pétrophysique des gisements minéraux. Manuel (2e édition), Moscou, éd. Max Press, 2009. 408 p.
- (en) Internationalization of the Nuclear Fuel Cycle: Goals, Strategies, and Challenges. Washington, DC: The National Academies Press, 2009. 159 p.
- (ru) Phénomènes naturels extrêmes et catastrophes : géologie de l'uranium, géoécologie, glaciologie, réd. A.O. Gliko, éd. de l'Institut de physique de la Terre de l'Académie des sciences de Russie, 2011. 431 p.
- (ru) Gisements d'uranium et de molybdène-uranium dans les zones de développement du magmatisme intracrustal continental : géologie, conditions géodynamiques et physico-chimiques de la formation, Moscou, éd. de l'Institut de géologie des gisements de minerais, de pétrographie, de minéralogie et de géochimie, 2012. 320 p.